# President del Banc Central Europeu
El President del Banc Central Europeu és el màxim dirigent del Banc Central Europeu (BCE). És escollit, igual que el vicepresident i els altres quatre membres del comitè Executiu, per a un únic mandat de vuit anys, de comú acord entre els caps d'estat o de govern dels estats de la zona euro.
La presidenta actual del Banc Central Europeu és la francesa Christine Lagarde. El seu mandat va començar l'1 de novembre de 2019.

## Llista de presidents
Llista dels presidents del Banc Central Europeus des de la seva creació l'1 de juny de 1998.
| President | President           | Estado        | Mandat                | Mandat                                  | Fotografia          | Signatura           |
| --------- | ------------------- | ------------- | --------------------- | --------------------------------------- | ------------------- | ------------------- |
| 1         | Wim Duisenberg      | Països Baixos | 1 de juny de 1998     | 31 d'octubre de 2003 (5 anys i 4 mesos) | Wim Duisenberg      | Wim Duisenberg      |
| 2         | Jean-Claude Trichet | França        | 31 d'octubre de 2003  | 31 d'octubre de 2011 (8 anys)           | Jean-Claude Trichet | Jean-Claude Trichet |
| 3         | Mario Draghi        | Itàlia        | 1 de novembre de 2011 | 31 d'octubre de 2019 (8 anys)           | Mario Draghi        | Mario Draghi        |
| 4         | Christine Lagarde   | França        | 1 de novembre de 2019 | Present                                 | Christine Lagarde   | Christine Lagarde   |

## Nomenament inicial
La interpretació francesa de l'acord sobre el nomenament del neerlandès Wim Duisenberg com primer president del Banc Central Europeu va ser que Duisenberg dimitís després de només quatre dels seus vuit anys i fos reemplaçat pel francès Jean-Claude Trichet. Duisenberg sempre va desmentir vigorosament que el mencionat acord estigués tancat i va declarar el febrer de 2002 que seguiria en el seu càrrec fins al seu 68é aniversari el 9 de juliol de 2003.
Malgrat això, Jean-Claude Trichet es trobava al punt de mira judicial pel cas del Crédit Lyonnais i, el juny de 2002, no hauria estat capaç de succeir a Duisenberg. El 9 de juliol de 2003, Trichet continuava en el punt de mira judicial i Duisenberg va romandre en funcions fins a l'1 de novembre de 2003.

## Vicepresident
El vicepresident Christian Noyer només va ser nomenat per a un mandat de quatre anys perquè el seu final coincidís amb el final previst del mandat presidencial de Wim Duisenberg. El seu successor va ser l'economista grec i governador del Banc de Grècia Lukàs Papadimos, nomenat per a un mandat de vuit anys.
| President | President              | Estado   | Mandat             | Mandat             |
| --------- | ---------------------- | -------- | ------------------ | ------------------ |
| 1         | Christian Noyer        | França   | 1 de juny de 1998  | 31 de maig de 2002 |
| 2         | Lukàs Papadimos        | Grècia   | 31 de maig de 2002 | 31 de maig de 2010 |
| 3         | Vítor Constâncio       | Portugal | 31 de maig de 2010 | 31 de maig de 2018 |
| 4         | Luis De Guindos Jurado | Espanya  | 1 de juny de 2018  |                    |